# ジョゼと虎と魚たち
「ジョゼと虎と魚たち」（ジョゼととらとさかなたち）は、田辺聖子の短編恋愛小説、及び本作を表題作とする短編集。『月刊カドカワ』1984年6月号に発表、角川書店より1985年3月27日刊行の同名短編集に収録された。足が悪いためにほとんど外出をしたことがないジョゼと、大学生・恒夫との純愛を描くラブストーリー。
2003年に実写映画化され、2020年には韓国で実写映画がリメイクされた。また、同じ2020年には原作小説から新しく脚色した劇場アニメ版が公開された。劇場アニメ版は同タイトルでコミカライズ、および再ノベライズ化されているメディアミックス作品。

## あらすじ
下肢麻痺の山村クミ子はジョゼと名乗り、生活保護を受ける祖母と二人暮らし。祖母はジョゼを人前に出すのを嫌がり、夜しか外出させない。ある夜、祖母が離れたすきに何者かがジョゼの車椅子を坂道に突き飛ばす。車椅子を止めたのは大学生の恒夫だった。それをきっかけに恒夫はジョゼの家に顔を出すようになる。ジョゼは恒夫を「管理人」と呼び、高飛車な態度で身の回りの世話をさせる。恒夫は就職活動のためジョゼの家から足が遠のく。市役所に就職が決まり、久しぶりにジョゼを訪ねると、家は他人が住んでおり、ジョゼは祖母を亡くして引っ越したという。
引っ越したアパートを探し当てるとやつれたジョゼが杖をついて出てくる。ジョゼは引っ越しのため家財道具を売り払い、二階に住む「お乳房（ちち）さわらしてくれたら何でも用したる」という中年男性に悩まされていた。心配した恒夫が「痩せて、しなびとる」と口にすると、ジョゼは激昂し出ていけと叫ぶが、恒夫が帰ろうとすると引き留め、すがりつく。その夜、二人は結ばれる。
翌日、恒夫は車を借りて、車椅子を積み込み、ジョゼとドライブする。ジョゼは動物園に行きたいとせがみ、車椅子で虎の檻の前に行く。虎の咆哮に怯えるジョゼは恒夫にすがりつき「一ばん怖いものを見たかったんや。好きな男の人が出来たときに」という。
ジョゼと恒夫は「新婚旅行」という名目で九州の海底水族館に行く。ジョゼはホテルの対応に悪態をつきながら、水族館の海底トンネルを堪能する。夜中に目を覚ましたジョゼは、自分も恒夫も魚になった、死んだんやな、と思う。それから恒夫はジョゼと籍も入れず親にも知らせない結婚生活を続けている。ジョゼはゆっくり料理を作り、洗濯をして、一年に一遍二人旅に出る。ジョゼは「アタイたちは死んだモンになってる」と思う。ジョゼにとって完全な幸福は死と同義だった。

## 登場人物
作品の舞台は明示されていないが、登場人物は大阪弁を話す。
ジョゼ
本作の主人公。本名・山村クミ子。色白で市松人形のような整った顔の女性。恒夫より二歳年上だが、小柄で幼く見える。一人称は「アタイ」。足が悪く幼い頃から車椅子生活を送る。父親が再婚し、一時期は父親と再婚相手の女性と連れ子と四人で暮らしていたが、生理がはじまり車椅子が必要な彼女の存在は鬱陶しがられ、施設に入れられる。17歳で祖母に引き取られ、以来高齢の祖母と二人暮らし。施設や障害者団体とのつきあいはなく、孤立した生活を送っている。高飛車な性格できつい物言いをする。愛読書フランソワーズ・サガンの小説の登場人物の名前からジョゼと名乗る。
恒夫（つねお）
貧乏な大学生。坂道から落とされたジョゼを助けたのがきっかけで、ちょくちょくジョゼと祖母の暮らす家を行き来するようになる。ジョゼから「管理人」と呼ばれ、こき使われる。
祖母
施設に入れられ、引き取り手のなかったジョゼの面倒をみる。優しいが、人前にジョゼを出すことを嫌がる。生活保護を受けて暮らしている。

## 書誌情報

### 短編集
『ジョゼと虎と魚たち』と題し、表題作を含む短編9篇を収録し角川書店より1985年3月27日に刊行された。
- ジョゼと虎と魚たち（1985年3月27日、角川書店、ISBN 978-4-04-872409-8）
- ジョゼと虎と魚たち（1987年1月、角川文庫、ISBN 978-4-04-131418-0）

#### 収録作品
1. お茶が熱くてのめません
2. うすうす知ってた
3. 恋の棺
4. それだけのこと
5. 荷造りはもうすませて
6. いけどられて
7. ジョゼと虎と魚たち（初出：『月刊カドカワ』1984年6月号）
8. 男たちはマフィンが嫌い
9. 雪の降るまで

### 全集
- 田辺聖子全集 16 蝶花嬉遊図/王朝懶夢譚/短編3（2005年11月4日、集英社、ISBN 978-4-08-155016-6）

### アンソロジー
- バージンラブ（1989年11月、北宋社、ISBN 978-4-938620-05-9）
- 女性作家シリーズ 7 佐藤愛子 田辺聖子（1998年9月18日、角川書店、ISBN 978-4-04-574207-1）
- わかれの船（宮本輝〈編〉、1998年10月、光文社、ISBN 978-4-334-92303-7）
  - わかれの船（宮本輝〈編〉、2001年9月、光文社文庫、ISBN 978-4-334-73200-4）

- 中学生のためのショートストーリーズ3 肥田美代子が選ぶラブストーリー集（肥田美代子〈選〉、2007年2月22日、学研プラス、ISBN 978-4-05-202628-7）
- 10ラブ・ストーリーズ（林真理子〈編〉、2011年11月4日、朝日文庫、ISBN 978-4-02-264634-7）

## 実写映画
犬童一心監督が映画化。2003年12月13日にシネクイント他全国順次公開。PG12指定。
主演の妻夫木聡と池脇千鶴、江口のりこのベッドシーンが話題になる。
ロックバンドのくるりが音楽および主題歌を担当した。
第27回モントリオール世界映画祭、第39回シカゴ国際映画祭、第16回東京国際映画祭などに正式出品。

### あらすじ（実写映画）
恒夫は、雀荘でアルバイトをしている大学生。最近、卓上で話題になっているのは近所に出没する婆さんのこと。その老婆は乳母車を押しているが、乳母車に乗せているものがわからないというのだ。恒夫はある日、偶然老婆に遭遇し、乳母車に乗っているのが少女であることを知る。それが、ジョゼとの出逢いだった。足の不自由なジョゼは外の世界をほとんど知らなかったが、恒夫と出会ったことで様々な経験をする。恒夫はジョゼのことを愛していたものの、障がいのある人間と向き合う責任、ジョゼを抱えきれない自分への弱さから涙を流す。

### キャスト（実写映画）
恒夫（つねお）
演 - 妻夫木聡
大学4年生。麻雀屋でバイトしている。楽観的で少々大雑把な性格でエッチなことが好き。優しい人柄だが、女性関係において少々だらしない所がある。街なかを移動する時は、原付きバイクを愛用。ある時ジョゼの手料理を食べたことがきっかけで、それ以降も家を訪れるうちにジョゼと親しくなる。
ジョゼ
演 - 池脇千鶴
足が不自由だが車椅子は使わない主義。料理が得意。趣味は、読書と(祖母が押す乳母車に乗った状態の)散歩。フランソワーズ・サガンの『一年ののち』という本が好き。普段は家で沢山の本を読んで様々な知識を得る生活をしているが、行動範囲が狭いため海などは実際に見たことがない。押し入れの下の段がお気に入りの場所。
ジョゼ幼少時
演 - 菅野莉央
子供の頃は児童福祉施設で暮らしていたが、幸治に連れられ一緒に逃げ出した。お互い母親がおらず、この頃に幸治の母親代わりになると勝手に宣言し、これ以降幸治を『息子』と呼び始める。

#### 恒夫の主な関係者
香苗（かなえ）
演 - 上野樹里
恒夫と同じ大学の同期生。福祉を学んでおり、恒夫からジョゼの生活について相談を受ける。恒夫に好意を寄せており、就職の相談話を持ちかけて仲良くなろうとする。
ノリコ
演 - 江口徳子（現：江口のりこ）
恒夫のセックスフレンド。若い女性だが、おじさんのような言動をする。恒夫とはサバサバした関係で、お互い納得したうえで夜を過ごす。
隆司（りゅうじ）(映画での読みは「たかし」)
演 - 藤沢大悟
恒夫の弟。恒夫とは、それほど離れていない場所でそれぞれ一人暮らしをしており時々会っている。恒夫に比べるとマメな性格。エレキギターなどを扱う楽器屋で働いている。

#### ジョゼの主な関係者
ジョゼの祖母
演 - 新屋英子
ジョゼと二人暮らしで質素な生活を送る。散歩好きのジョゼを乳母車に乗せて近所を歩くのが日課。また、ジョゼが読むための本をゴミ捨て場から拾ってくる。ジョゼの世話をする一方、世間体を気にしてジョゼのことを「こわれもの」という認識を持っていて、近所では自身は一人暮らしであると装う。
幸治（こうじ）
演 - 新井浩文
ジョゼを昔から知る人物。自動車整備士として働く。ジョゼとは子供の頃に同じ児童福祉施設で暮らす。ガラが悪くキレやすい性格で言動が荒々しい。モヒカンヘアが特徴。

#### その他
恒夫の友人
演 - 井本貴史
恒夫の大学の同期生で、サークル仲間。いつも一緒にいる別の友人と共に彼女がいないため、女性から好意を寄せられる恒夫を羨む。
金井晴樹
演 - 藤原一裕
恒夫と同じサークルの1年生。恒夫とは不思議な縁で知り合う。漢字が苦手で誤字が多い。SMマニアで、自身はドS。
現場主任
演 - 板尾創路
家のリフォーム業者。恒夫がジョゼの家のバリアフリー化を依頼してきたため、ボランティア精神のある若者として感心する。
本屋店員
演 - 荒川良々
フランソワーズ・サガンの『すばらしい雲』という本を探しにきた恒夫に絶版であることを告げる。
少女フキ
演 - 森本更紗
ジョゼの近所に住んでいる小学生の女の子。いつも妹と一緒に遊んでいる。恒夫とジョゼの日常のやり取りを温かく見守る。
近所の中年男
演 - 森下能幸
ジョゼの近所に住むエッチな人。フキとその妹から面と向かって『変態のおっさん(おじさん)』と呼ばれている。胸フェチらしく、女性の胸を触りたがる。
先輩の社員
演 - 佐藤佐吉
恒夫が後に就職する勤務先の先輩。営業に付き添い仕事の仕方を教える。
麻雀屋マスター
演 - 陰山泰
麻雀屋で「ミミー」と名付けたメスのミニチュアダックスを飼っている。犬ならなんでも好きというわけではなく、妊娠していないメス犬にしか興味がない。
麻雀屋の客たち
麻雀をしながら、明け方に現れる怪しげな謎の乳母車について会話をする。実際にはジョゼの祖母が乳母車にジョゼを乗せているが、周りから見えないように毛布を掛けている。そのため周りの人は誰も中身を知らず、不気味な乳母車として客たちは噂や想像で中身を語り合う。
- 中年女 - 真理アンヌ
- 中年男 - SABU
- 若い男 - 大倉孝二
- 中村靖日
- 西田シャトナー
- 遠藤雅伸（ゲーム作家）
- 山本浩之（当時・関西テレビアナウンサー）

### スタッフ（実写映画）
- 監督：犬童一心
- 原作：田辺聖子
- 脚本：渡辺あや
- 助監督：五十嵐昭徳
- プロデューサー：久保田修・小川真司
- 音楽：くるり
- 主題歌：くるり『ハイウェイ』 (SPEEDSTAR RECORDS)
- スチル：原田大三郎
- イメージフォト：佐内正史
- イメージイラスト：D[diː]
- スタイリスト：伊賀大介
- 撮影：蔦井孝洋
- 美術：斎藤岩男
- 照明：疋田ヨシタケ
- 編集：上野聡一
- 配給：アスミック・エース
- 製作：「ジョゼと虎と魚たち」フィルムパートナーズ（アスミック・エース、IMJエンタテインメント、エス・エス・エム、関西テレビ放送、博報堂）

### 受賞（実写映画）
作品賞
- 第77回キネマ旬報ベスト・テン日本映画第4位
- 第26回ヨコハマ映画祭 日本映画ベストテン第5位
- 第47回朝日ベストテン映画祭 第5位

個人賞
- 第54回芸術選奨文部科学大臣新人賞映画部門（犬童一心監督）
- 第77回キネマ旬報ベスト・テン 主演男優賞（妻夫木聡）
- 第2回ロシア・ウラジオストック映画祭 最優秀主演男優賞
- 第29回報知映画賞 主演男優賞
- 第18回高崎映画祭 最優秀監督賞、最優秀主演男優賞、最優秀主演女優賞
- 第46回ブルーリボン賞 最優秀主演男優賞ノミネート、最優秀主演女優賞ノミネート
- 第48期三浦賞
- 第13回日本映画プロフェッショナル大賞 主演女優賞（池脇千鶴）

### ソフト化
- ジョゼと虎と魚たち DVD特別版（初回限定生産2枚組、2004年8月6日発売、発売・販売元：アスミック・エース）
  - ディスク1：本編DVD
    - 音声特典
      - オーディオコメンタリー（妻夫木聡×池脇千鶴×監督：犬童一心）

  - ディスク2：特典DVD
    - The Diary of ジョゼと虎と魚たち
    - 未公開シーン
    - 番外編ショートフィルム『BUNNY〜ジョゼと虎と魚たち another story』
    - くるり「ハイウェイ」ミュージックビデオ
    - オープニングタイトルデザイン
    - 初日舞台挨拶
    - 予告編集
- 【TCE Blu-ray SELECTION】ジョゼと虎と魚たち ブルーレイ スペシャル・エディション（BD1枚組、2012年9月5日発売、発売元・アスミック・エース、販売元・TCエンタテインメント）
  - 映像・音声特典：「オープニングタイトルデザイン」を除いた全映像・音声特典を収録

## 実写映画（韓国版）
2020年12月10日に韓国でキム・ジョングァン監督による実写映画のリメイク版『ジョゼ』（조제, Josée）が公開された。恒夫に当たる人物はイ・ヨンソク(이영석）という名である。（一方、ジョゼの本名は明かされていない。）
主演はハン・ジミンとナム・ジュヒョク。ワーナー・ブラザース・コリア配給。日本ではキノシネマにより配給され、原題と同様『ジョゼと虎と魚たち』として2021年10月29日に公開。劇場公開に先行し、「シネマ映画.com」にて10月22日から24日まで配信形式で公開された。

### キャスト（韓国映画）
- ハン・ジミン : ジョゼ
- ナム・ジュヒョク : イ・ヨンソク
- ホ・ジン : タボク
- パク・イェジン : ヘソン
- チョ・ボクレ : チョルホ
- イ・ソヒ : スギョン
- イ・ソンウク : チェ・ギョン
- キム・グムスン : ヒョンナム
- チャン・セウォン : サンジュン
- ユン・ヘリ : ヒヨン
- ユ・ヨンヒョン : ソンウ
- チョン・イソ : ナヨン
- キム・スンビ : スビン
- ソル・チャンヒ : ヒョンヨン
- キム・ヒョンスク : スーパーおばあちゃん
- シム・ワンジュン : ヘソン 彼氏
- オ・ソヒョン : ダンキン店員
- チャン・セファン : カフェ新入アルバイト
- ヤン・テクホ : カーセンタースタッフ
- パク・ソギョン : 幼いジョゼ
- キム・ハオン : 幼いチョルホ
- キム・スボク : 古本屋の主人

### スタッフ（韓国映画）
- 監督・脚本 : キム・ジョングァン
- 制作 : グジョンア
- 音楽監督 : ナレ

### 受賞歴（韓国映画）
- 第19回フィレンツェ韓国映画祭 候補 上映作品
- 第9回茂朱山里映画祭 候補 上映作品 - ロック
- 第3回平昌国際平和映画祭 候補 - スペクトルK

## 劇場アニメ
タムラコータロー監督により映画化された、長編アニメーション作品。2020年12月25日、全国150館で公開。略称は「ジョゼ虎」。
実写映画版のリメイクではなく、短編である原作小説を基に制作された。先行作品とは結末含め、全く違うアプローチで脚色されている。
主演は中川大志と清原果耶。主題歌と挿入歌はともにEveが担当。脚本はアニメーション作品初参加の桑村さや香。絵コンテは監督のタムラコータローが一人で手掛けた。制作はボンズ。同社においてTVシリーズと関連のない独立した劇場作品は2作目であり、初の全編シネスコ作品となった。

### 公開
当初は2020年夏に公開予定だったが、新型コロナウイルス感染拡大の影響により、同年12月25日に延期されている。
2020年の第25回釜山国際映画祭にて、クロージング（閉幕）作品として10月30日にワールドプレミア上映が行われた。同映画祭で日本作がクロージングに選出されたのは、庵野秀明総監督の「ヱヴァンゲリオン新劇場版:序」以来実に13年振り。また、同年の第33回東京国際映画祭にて特別招待作品として11月7日にジャパンプレミア上映が行われた。
2020年12月25日に封切りされ、土日2日間（12月26日～12月27日）の全国映画動員ランキングでは初登場9位。
2021年1月20日より、台湾を皮切りに世界各国での一般上映が始まり、台湾では同日公開の全作品中首位、韓国では劇場数336館と日本よりも大規模で公開される。吹き替えは10言語（英語・フランス語・ドイツ語・スペイン語・カタルーニャ語・イタリア語・ロシア語・ウクライナ語・中国語・韓国語）に及んだ。またロシアでは「Ее заветное желание （彼女の親愛なる願い）」、ウクライナでは「Її завітна мрія（彼女の大切な夢）」として、作品タイトルがローカライズされている。
2021年のアヌシー国際アニメーション映画祭では6月14日にオープニング（開幕）作品として上映。同時に長編コンペティションにも選出された。日本では公開期間中、2度に渡り緊急事態宣言がなされたが、2021年7月まで公開された。公開終了後もドリパスにてファンの投票によりリクエスト1位を獲得。同年8月22日に大阪で、8月28日に東京で、それぞれ再上映された。
2021年8月25日、DVD&Blu-ray発売。同時に各種サイトで有料動画配信が開始された。Amazonプライムでは新着ランキング2位、翌年1月には売れ筋ランキング1位を記録。
2021年12月6日、アメリカ映画芸術科学アカデミー発表によると、第94回アカデミー賞長編アニメーション部門にエントリーしている。
2021年12月26日、WOWOWにてテレビ初放送。初めて日本語字幕がつけられた。
2022年、国際交流基金が世界各地で開催している日本映画祭「Japanese Film Festival」の上映作品に選ばれた。
2022年2月11日より、日本唯一のユニバーサルシアターシネマ・チュプキ・タバタによって音声ガイドとバリアフリー字幕付き上映が行われた。
2023年3月30日より、ロシア60都市において150館を超える規模でリバイバルされている。
2025年1月23日より、劇中で恒夫が留学を夢見ていた国メキシコにて全国60館規模で上映が行われた。

### あらすじ（劇場アニメ）
海洋生物学を専攻する大学生の恒夫は、ある夜のバイト帰りに坂道を猛スピードで下ってくる車椅子の女性、ジョゼを助ける。坂道の上から降りてきたジョゼの祖母曰く、散歩中に目を離した隙に、誰かが車椅子を坂道に向かって押したのだという。アルバイトとしてジョゼの相手をするように依頼された恒夫は留学費用のためにその依頼を承諾するが、ジョゼの可愛らしい容姿とは裏腹な高飛車な言動に閉口してしまう。一度はアルバイトを辞めようとしたものの、ジョゼに言われるがままに様々な場所へと外出に付き合わされるうちに距離を縮めていく。しかし、ジョゼの祖母の死を切っ掛けに、2人の関係に決定的な変化が生じ始める。

### キャッチコピー
本作にはキービジュアルが3種存在し、それぞれにキャッチコピーがつけられている。
- 「ずっと、届かないと思ってた――。」ティザービジュアル
- 「やさしさも、涙も、憧れも、ぜんぶ。」メインビジュアル夏版
- 「この冬、一番の思い出を一緒に。」メインビジュアル冬版

### 登場人物（劇場アニメ）
鈴川恒夫
声 - 中川大志
大阪の大学で海洋生物学を専攻する22歳の大学4年生。幼少の頃、メキシコの海のみに生息する「クラリオンエンゼル」を近所のアクアショップで見かけて以来、その群れを自分の目で見ることを夢に抱いている。
ダイビングショップを始め複数のバイトを掛け持ち、スペイン語を勉強しつつメキシコの大学への留学費用を貯めている。
1月31日生まれ。水瓶座。A型。
ジョゼ
声 - 清原果耶
本名は山村クミ子。幼いころから車椅子生活を送り、現在は祖母と二人暮らしの24歳。明るい髪色をしており、色白で華奢な体格と可愛らしい容姿をしているため、恒夫からは年下だと勘違いされていた。一見高飛車な性格をしており、初対面時は恒夫にきつく当たる。
日中のほとんどを家で過ごしているため外の世界に対する憧れが強く、自室で様々な絵を描いては、自分が自由に好きな場所へ赴く様を想像している。
3月3日生まれ。魚座。AB型。
二ノ宮舞
声 - 宮本侑芽
恒夫のバイト先のダイビングショップの後輩。恒夫に片思いをしているが、想いを打ち明けられずにいる。東北出身で感情が昂ぶると訛りが出てしまう。
8月3日生まれ。獅子座。O型。
松浦隼人
声 - 興津和幸
恒夫のバイト先のダイビングショップの同い年の友人。茶髪でノリが軽く、言動から女好きであることがうかがえる。舞の恒夫に対する想いを察している。
5月27日生まれ。双子座。B型。
岸本花菜
声 - Lynn
ジョゼが恒夫と共に訪れた図書館で司書をしている女性。ジョゼと同い年で、さらにフランソワーズ・サガンのファンであることからジョゼと打ち解け、友人関係となる。
7月14日生まれ。蟹座。A型。
山村チヅ
声 - 松寺千恵美
ジョゼの祖母。ジョゼ想いで優しいものの、障害者に対する悪意や無思慮を避けるため、ジョゼを夜間にしか散歩へと連れ出さない。
諭吉
声 - 河西健吾
ジョゼ宅の庭に住み着いている野良の黒猫。恒夫に対しては激しい警戒を示すが、次第に懐いていく。諭吉という命名は恒夫によるもの。
近藤教授
声 - 尾花かんじ
恒夫が所属する研究室の指導教授。モデルは近藤滋。
水嶋
声 - 内田夕夜
ジョゼに就職先の紹介などを行っている相談支援員。
藤田
声 - 浦山迅
水嶋とともにジョゼの担当となった民生委員。
西田店長
声 - 盛山晋太郎（見取り図）
恒夫のバイト先のダイビングショップの店長。
駅員
声 - リリー（見取り図）
恒夫がジョゼを探す際に訪れた駅の駅員。
医師
声 - てらそままさき
入院した恒夫の担当医師。

### スタッフ（劇場アニメ）
- 原作：田辺聖子『ジョゼと虎と魚たち』（角川文庫刊）[20]
- 監督：タムラコータロー[20]
- 脚本：桑村さや香[20]
- 主題歌・挿入歌：Eve「蒼のワルツ」／「心海」(TOY'S FACTORY)
- キャラクター原案・コミカライズ：絵本奈央[20]
- キャラクターデザイン・総作画監督：飯塚晴子[20]
- コンセプトデザイン：loundraw（FLAT STUDIO）[20]
- 劇中画：松田奈那子[20]
- プロダクションデザイン：平澤晃弘、片貝文洋、中村章子
- 画面設計：川元利浩
- 美術監督：金子雄司
- 色彩設計：梅崎ひろこ
- 撮影監督：神林剛
- 3DCG監督：三宅拓馬
- 編集：坂本久美子
- 音楽：Evan Call[20]
- 音響監督：若林和弘[20]
- 音響製作：ソニルード
- 助成：文化庁文化芸術振興費補助金（映画創造活動支援事業）独立行政法人日本芸術文化振興会
- 配給：松竹[20]、KADOKAWA[20]
- アニメーション制作：ボンズ[20]
- 製作：『ジョゼと虎と魚たち』製作委員会[20]（KADOKAWA、松竹、ボンズ、ジェイアール東日本企画、トイズファクトリー、KDDI、TBSラジオ、ムービーウォーカー）

### 主題歌・挿入歌
主題歌および挿入歌は、シンガーソングライターのEveが本作のために書きおろした。Eveにとって初めての映画作品参加となる。レーベルはTOY'S FACTORY。
主題歌「蒼のワルツ」
作詞・作曲・歌 - Eve / 編曲 - Numa
“祝福感”をテーマに作られた。映画で使用する際にイントロが加えられている。監督のタムラコータローは「いきなりボーカルから始まるのが本来の形ですが、映画の演出に合わせてすてきなイントロをつけてもらいました」と語っている。YouTubeで公開されているMVは、映画版に基づきイントロが入っている。
挿入歌「心海」
作詞・作曲・歌 - Eve / 編曲 - Numa
挿入歌は当初予定されていなかったが、Eveと監督の顔合わせの際に制作が決定した。その後2022年3月9日には、NTTドコモが「U30ロング割」のプロモーションの一環として、高校生たちが卒業を迎える姿をフィーチャーしたスペシャルムービー「卒業生 100万人の答辞」篇を公開。合唱バージョンとしてアレンジされた「心海」が使用された。

### オープニングテーマ
「Take Me Far Away」
作詞・作曲 - Evan Call / 歌唱者 - 市川愛
劇伴に先駆けて作曲された。歌を担当した市川愛はEvan callと同じバークリー音楽大学出身の友人である。

### 音楽
劇伴はEvan Callが担当。全編フィルムスコアリングで作曲された。Evan callの方針により、あえて金管を外し、木管と弦を中心とした楽器編成となっている。読み聞かせのシーンで使われた楽曲「The Mermaid and the Shiny Wing」は、展開が多い上に5分強あるにも関わらず1日で作曲された。収録はハンガリーのブダペストでリモートによって行われている。2020年12月23日にオリジナルサウンドトラックが発売。ブックレットにはEvan Callとタムラコータロー監督の対談が掲載されている。楽曲は本編使用順に収録。未公開特別パイロット映像につく楽曲は本編では使用されておらず未収録となっている。また、アニメ配信会社Anime Limitedによると、イギリスでサントラのレコード盤がリリース予定。

### コミカライズ
アニメ映画版のキャラクター原案を手掛けた絵本奈央が自ら本作をコミカライズ。『ダ・ヴィンチ』2020年2月号よりから11月号まで連載された。単行本は上下巻で刊行。連載時に描かれていなかったエピローグが追加されている。また、電子書籍版には「描き下ろしイラスト&キャラクター設定資料」が収録されている。

### ノベライズ
映画公開10日前の2020年12月15日に、百瀬しのぶによる小説版『アニメ映画 ジョゼと虎と魚たち』が角川つばさ文庫より刊行された。挿絵はあきづきりょうが担当。映画に登場しない場面も書かれている。Amazonランキングでは角川つばさ文庫のカテゴリでベストセラー1位を記録した。

### にんぎょとかがやきのつばさ
劇中に登場する絵本「にんぎょとかがやきのつばさ」は、限定版Blu-rayにブックレットとして封入された。また、2022年2月3日、ギャラリーOGU MAG+にて松田奈那子による「ジョゼが描いた世界」展が開かれ、ジョゼが部屋に飾っていた絵とともに絵本の原画が展示された。

### 関連書籍
2021年1月9日発売の月刊ニュータイプ2月号（KADOKAWA）には、アニメ映画「ジョゼと虎と魚たち」を特集した24ページの別冊付録が同梱。監督のタムラコータローと画面設計および作画監督・原画の川元利浩による対談や、コンセプトデザインを手がけるloundraw、キャラクター原案とコミカライズを手がける絵本奈央、キャラクターデザインおよび総作画監督を手がける飯塚晴子、劇中画を手がける松田奈那子らへのインタビューが多数の資料とともに収録された。この別冊は本作パンフレットと同サイズで作られており、映画パンフレットはコンセプト寄り、別冊付録はアートワーク寄りといった内容の住み分けがなされている。

### ソフト化
- ジョゼと虎と魚たち 限定版Blu-ray（2021年8月25日発売、発売・販売元：株式会社KADOKAWA）
  - ①キャラクター原案・絵本奈央描き下ろしBOX
  - ②キャラクターデザイン・飯塚晴子描き下ろしデジパック
  - ③「ジョゼと虎と魚たち」スペシャルブックレット ※劇場パンフレット再録に追加要素を加えた特製ブックレット
  - ④劇中絵本「にんぎょとかがやきのつばさ」
  - ⑤作品舞台大阪MAP
  - ⑥タムラコータロー監督スペシャルインタビュー映像
  - ⑦ノンクレジットED
  - ⑧PV・CM集
  - ⑨未公開特別パイロット映像
- ジョゼと虎と魚たち 通常版Blu-ray・DVD（2021年8月25日発売、発売・販売元：株式会社KADOKAWA）
  - ①キャラクターデザイン・飯塚晴子描き下ろしジャケット
  - ②ノンクレジットED
  - ③PV・CM集
  - ④未公開特別パイロット映像

### タイアップ
2020年11月5日より、法務省とのタイアップ企画として成年年齢引下げ告知のポスターが作成され学校などで掲出された。
2020年11月11日より、エースコックとのタイアップ企画として応援キャンペーンが実施され、オリジナルクリアファイルが作られた。劇中で恒夫が食べるラーメンは同社の「スーパーカップMAXしょうゆラーメン」。
2020年11月27日より、本編で登場したなんばパークスとのタイアップ企画が実施された。コラボビジュアルが描き下ろされ、なんばパークス２Fキャニオンストリート柱巻き広告を皮切りに、南海電車の各駅やなんばパークスでポスター掲出、フリーペーパー「Natts」表紙などを飾った。
2020年12月1日より、マクセル アクアパーク品川×T·ジョイPRINCE品川による全国公開記念タイアップキャンペーンが実施された。期間中はT·ジョイPRINCE品川のロビーにジョゼの夢見た世界を再現したとされるオリジナルコラボ水槽が展示され、アクアパーク品川のアトラクション「ドルフィンパーティー(メリーゴーラウンド)」では本作の劇伴が使用された。また、2021年1月11日にはアクアパーク品川内の「ワンダーチューブ（海中トンネル）」にて出演キャスト（宮本侑芽、興津和幸、Lynn）によるYouTube特番が生配信された。
2020年12月7日より、Osaka Metro とのタイアップ企画が実施された。劇中で Osaka Metro Group の施設等が描かれたことにちなみ、新たに描き起こしたイラスト（全2種）のタイアップポスターを駅や車内に掲出。また、新規カットを含むオリジナルタイアップ動画が作られ、YouTube「Osaka Metro公式チャンネル」などで公開。オリジナル1日乗車券の発売等も行われた。また、同年発行のお出かけ情報誌「Osaka Metroさんぽ。」年末年始号に『 Osaka Metro で行くアニメ映画「ジョゼと虎と魚たち」沿線MAP』を掲載し、劇中本編で登場する Osaka Metro 沿線のスポットが紹介された。
2020年12月11日より、本作の主題歌・挿入歌を担当したEveの展開するキャラクターZINGAIとタイアップ。ジョゼとZINGAIのコラボ版権が描き下ろされ、グッズが当たるムビチケ購入キャンペーンが実施された。ちなみに映画のオープニングにはEveを模した人物が一瞬だけ登場する。
2020年12月18日より、ディッパーダンとのタイアップ企画として“しあわせクレープ”キャンペーンが実施された。劇中でジョゼと恒夫が食べるクレープは同社の「イチゴミルフィーユ（ジョゼ）」「ソーセージサラダ（恒夫）」であり、キャンペーン中はクレープの包装紙が劇中のものと同デザインで提供された。

### 評価など
ジャーナリストの佐々木俊尚は自身のtwitterで「田辺聖子の原作が1984年、池脇千鶴主演の映画化が2003年。いずれもそれぞれの時代に合わせた傑作だったんだけど、2020年のアニメ化もまさに今の時代の『分断の先』を求める心に突き動かされてて素晴らしかった」と評した。
アニメ評論家の藤津亮太は、自身の2020年アニメーション映画ベスト3に選出。本作のポイントを「視線の高さ（の違い）」と捉え、ジョゼの立場（視線）を恒夫が理解するために「厳しい試練を与えて、正面から問いかける」と述べ、「ロマンチシズムと社会性が絶妙に融合したアニメならでは」の作品と評した。藤津は毎月講師を務める朝日カルチャーセンターの講座「アニメを読む」でも本作を取り上げている。
社会学者であり映画評論家の宮台真司は、本作の重要なモチーフとして“together”を挙げた。「最初は敵対関係にあった相手が“together”でいることで、なくてはならない相手になる。嫌いだった相手を理由がわからないけど好きになっちゃう。何度見ても素敵です」と述べ、「自発的ではない外的条件から“together”であり続けることで、本人が予想もしなかった感情が湧き上がる」「王道が直ちに昨今の人と社会への批判になっています」と評した。
また、米映画批評家のクリス・スタックマンは自身のYouTubeチャンネルで「Really Really Good(素晴らしい作品)」として本作を紹介。「ジョゼのキャラクターの描き方が非常に丁寧。ジョゼを嫌な性格の子に描くこともできたが単純にそうはせず、自立した女性を描いており、さらに青年と出会うことによって彼女の世界が広がるという部分がよかった」「よくあるアニメの恋愛映画に留まらず、周りからは認められなくてもクリエイティブに行動することによって、自身の可能性を広げる描き方が素晴らしかった」と評した。
エストニアの日本アニメ映画祭にて、北岡在エストニア日本国大使は自分が障害者の親であることを紹介した上で「この映画は、障害者と、それを助ける健常者がどのように距離を取るべきかを教えてくれる。助け過ぎてもだめ、しかし助けなければならない。試行錯誤で適切な距離を見付ける過程が、この映画では生き生きと描かれている。そして障害者が、その行動が制約されているが故に、一層自由に願望や夢を膨らませている様も、生き生きと描かれている」と述べた。
劇場版「Gのレコンギスタ」のコメンタリー動画にて、デスクの大橋圭一が監督の富野由悠季に本作を見せたところ「俺にこれを撮れってのか」「次回作はこうしろってことなんだなって受け取った」と言われたと述べた。大橋は「そういうつもりはなかった」としつつも「富野さんのそういう（メロドラマに特化した）作品を見てみたい人もいるのでは」と結んでいる。

### 賞歴など（劇場アニメ）
- 第75回毎日映画コンクール アニメーション映画賞ノミネート
- 第44回日本アカデミー賞 優秀アニメーション作品賞[45]
- Kotatsu Japanese Animation Festival 2021 観客賞[46]
- 第46回報知映画賞 アニメ作品賞ノミネート
- 第6回クランチロール・アニメアワード BEST FILMノミネート
- 第8回アニメトレンドアワード Anime Movie of the Year受賞[47]
- 文化庁メディア芸術祭アニメーション部門 審査委員会推薦作品
- 第19回FAN Festival 最優秀映画賞（Gran Audience Award for Best Film）受賞[48]